# Épinay-sur-Seine
Épinay-sur-Seine [epinɛ syʁ sɛn] ist eine französische Gemeinde im Ballungsgebiet nördlich von Paris, circa elf Kilometer vom Pariser Stadtzentrum entfernt. Sie ist die westlichste Gemeinde des Départements Seine-Saint-Denis und eine der dichtestbevölkerten Gemeinden Europas. Auf einer Fläche von 457 Hektar leben 53.564 Personen (Stand 1. Januar 2022). Die Einwohner von Épinay-sur-Seine werden Spinassiens und Spinassiennes genannt.

## Geschichte

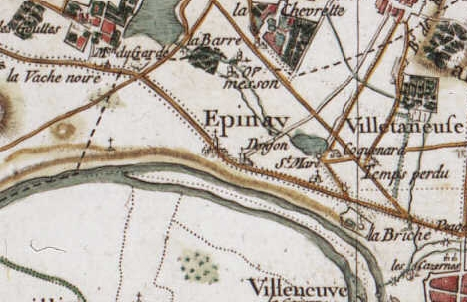
Épinay um 1780

Keltisch-eisenzeitliche Funde aus dem Flussbett der Seine weisen auf frühe Besiedelung hin. Erstmals schriftlich erwähnt wird der Ort in der Merowingerzeit als Spinogelum, in einer lateinischen Urkunde des Chronisten Fredegar aus dem Jahr 638. Dagobert I. († 639) verfasste sein Testament in Ipinacum, wo er offenbar einen Königshof besaß, und hinterließ den Ort dem Kloster Saint-Denis. Einen Teil eignete sich später die Familie Montmorency an.
Im 12. Jahrhundert lebten die „Spinassiens“ vom Hafenumschlag an der Seine sowie vom Gemüseanbau, Getreideanbau und Weinbau.
Im Jahr 1741 kaufte der Finanzier Louis Denis Lalive de Bellegarde die Herrschaft Épinay nebst zahlreichen anderen. Er war Generaldirektor der Ferme générale und erwarb sich ein großes Vermögen. Bereits sein Vater war directeur de la Régie générale des monnaies gewesen und hatte sich eine mit dem Adelstitel verbundene Charge als Ratssekretär des Königs gekauft. Die Montmorency waren Mitte des 17. Jahrhunderts von den Bourbon-Condé beerbt worden, die weiterhin Lehnsherren der Herrschaft blieben. Charles de Bourbon, comte de Charolais, stellte 1743 als Vormund für seinen Neffen Louis V. Joseph de Bourbon, prince de Condé, Mittel für den Wiederaufbau der Kirche bereit. Das heutige Hôtel de Ville (Rathaus) an der Rue Quétigny wurde von 1756 bis 1760 als privates Palais für den Marquis du Terrail errichtet. Ab 1881 lebte hier der spanische Prinzgemahl Francisco de Asís de Borbón im Exil. Seit 1987 steht es als Monument historique auf der Liste der Baudenkmäler in Frankreich.
Am 7. August 1850 wurde ein Teil des Territoriums von Épinay-sur-Seine mit Teilen des Gebiets von Deuil-la-Barre, Saint-Gratien und Soisy-sous-Montmorency vereinigt. Daraus entstand die Gemeinde Enghien-les-Bains.
Seit etwa 1960 wuchs die Einwohnerzahl der Gemeinde durch die Errichtung von Hochhäusern in Plattenbauweise stark an und die Sozialstruktur veränderte sich grundlegend. Wie viele Vororte von Paris hat die Gemeinde außerdem einen hohen Anteil an Einwanderern (ca. 40 %), vor allem aus dem Maghreb, der Türkei und Subsahara-Afrika.

## Verkehr

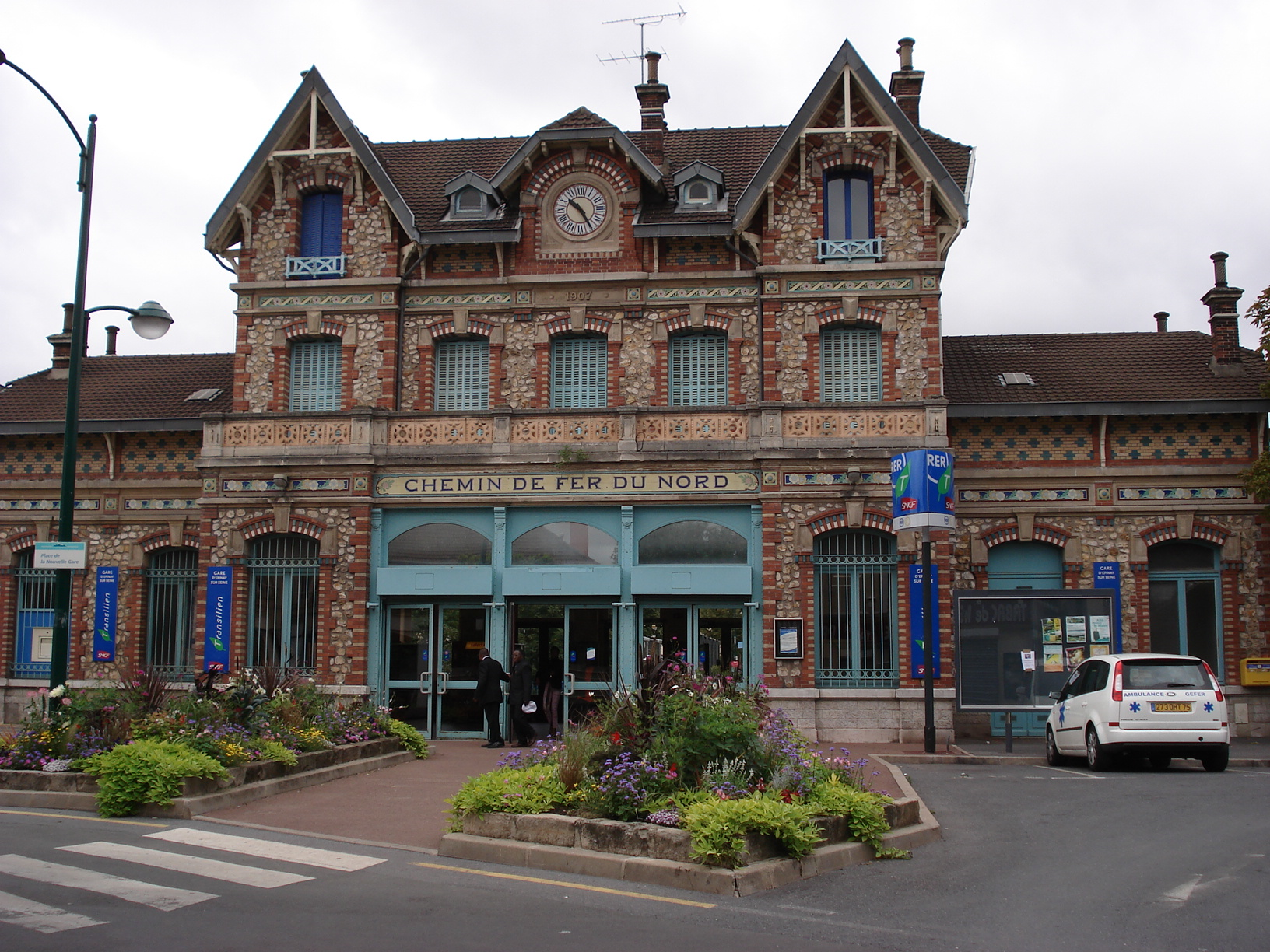
Empfangsgebäude des Bahnhofs Épinay

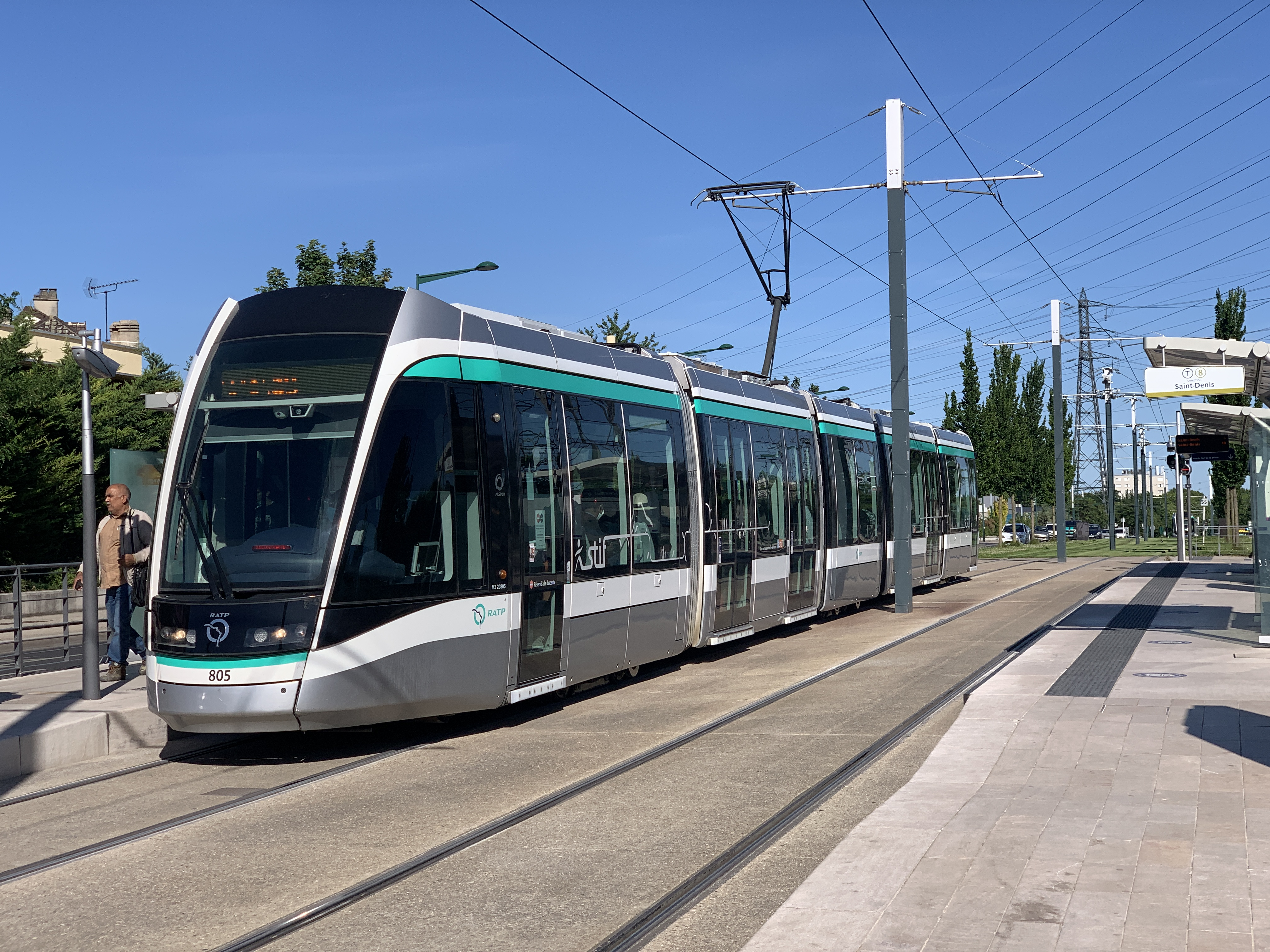
Straßenbahn der Linie 8 in Épinay

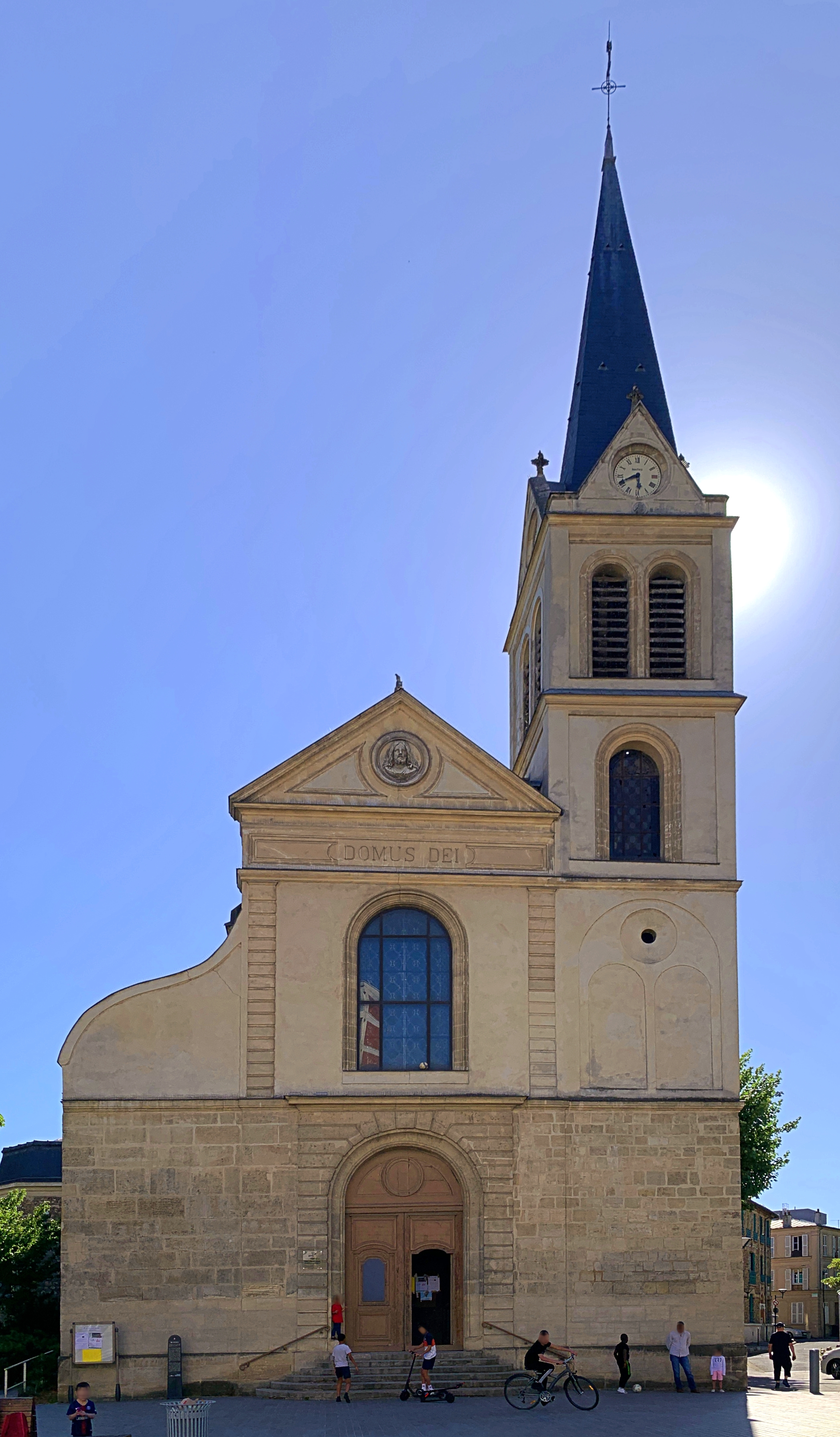
Kirche St Médard

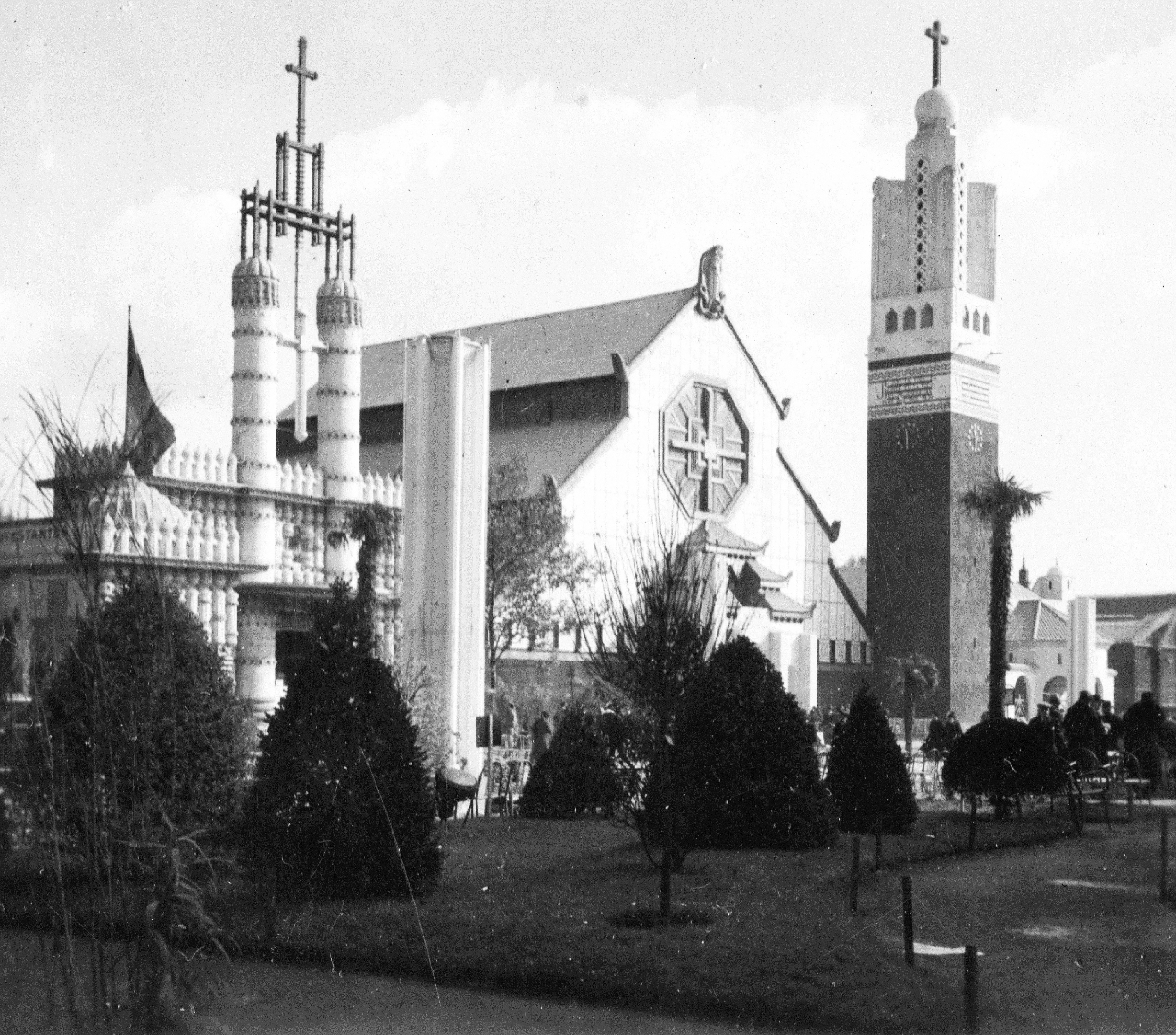
Notre-Dame des Missions (1931)

Épinay-sur-Seine ist über den gleichnamigen Bahnhof an die Linie C des S-Bahn-ähnlichen Réseau express régional d’Île-de-France (RER) sowie mit dem Bahnhof Épinay - Villetaneuse an die Linie H der Transilien-Vorortzüge angebunden. Darüber hinaus verkehren die Linie 8 der Pariser Straßenbahn und die Linie 11, eine Art Stadtbahn, durch Épinay.

## Sehenswürdigkeiten
Siehe auch: Liste der Monuments historiques in Épinay-sur-Seine
- Hôtel de Ville, als Wohnhaus von 1756 bis 1760 errichtet, Monument historique

## Gemeindepartnerschaften
Die Stadt ist verschwistert mit Oberursel (Taunus) in Hessen (seit 1964), South Tyneside in England (seit 1965), Alcobendas in Spanien (seit 1986).
Kooperationsabkommen bestehen mit Mewasseret Zion in Israel (seit 2013), Ramallah in Palästina (seit 2013) und Tichy in Algerien (seit 2014).

## Persönlichkeiten
- Rose Bertin (1747–1813), Putzmacherin u. a. von Marie-Antoinette
- Nicolas-Joseph Maison (1771–1840), Marschall von Frankreich, Staatsmann, Außen- und Kriegsminister
- Michel Hollard (1898–1993), Widerstandskämpfer im Zweiten Weltkrieg
- Lucien Michard (1903–1985), Bahnradsportler
- André Gruchet (1933–2015), Bahnradsportler
- Jean-Claude Bouillon (1941–2017), Schauspieler
- Sylviane Telliez (* 1942), Sprinterin
- Philippe Georget (* 1963), Journalist und Kriminalschriftsteller
- Pascal Nouma (* 1972), Fußballspieler
- Emmanuel Maurel (* 1973), Politiker (PS)
- Abdoulaye Sangaré (* 1984), mauretanischer Fußballspieler
- Thomas Gamiette (* 1986), Fußballspieler
- Yoane Wissa (* 1996), kongolesisch-französischer Fußballspieler